# Ayomide Folorunso
Ayomide Folorunso (Abeokuta, Nigeria, 17 de octubre de 1996) es una deportista italiana que compite en atletismo, especialista en las carreras de velocidad y vallas.
En los Juegos Europeos de Cracovia 2023 consiguió una medalla de plata en la prueba de 400 m vallas. Ganó dos medallas en el Campeonato Europeo de Atletismo en Pista Cubierta, en los años 2019 y 2023.
Participó en dos Juegos Olímpicos de Verano, en los años 2016 y 2020, ocupando el quinto lugar en Río de Janeiro 2016, en el relevo 4 × 400 m.

## Palmarés internacional
| Juegos Europeos                      | Juegos Europeos       | Juegos Europeos   | Juegos Europeos |
| Año                                  | Lugar                 | Medalla           | Prueba          |
| ------------------------------------ | --------------------- | ----------------- | --------------- |
| 2023                                 | Chorzów (Polonia)     | Medalla de plata  | 400 m vallas    |
| Campeonato Europeo en Pista Cubierta |                       |                   |                 |
| Año                                  | Lugar                 | Medalla           | Prueba          |
| 2019                                 | Glasgow (Reino Unido) | Medalla de bronce | 4 × 400 m       |
| 2023                                 | Estambul (Turquía)    | Medalla de plata  | 4 × 400 m       |